# Дом Старцева
Дом Старцева — историческое жилое здание во Владивостоке. Построено в 1897—1899 годах. Автор проекта неизвестен. Историческое здание по адресу Светланская улица, 69 стр. А и Б сегодня является объектом культурного наследия Российской Федерации.

## История
А.Д. Старцев (1840—1900) — сын декабриста Н.А. Бестужева, усыновлённый селенгинским купцом Д.Д. Старцевым — известный общественный деятель Дальнего Востока, предприниматель, внёсший большой вклад в развитие экономики края. Построил первые в Приморье заводы по производству фарфора и силикатного кирпича, осваивал производство цемента, занимался изысканием каменного угля, разводил племенной скот, вёл большое торговое дело. Старцев имел хорошее образование, в совершенстве владел английским, французским, китайским, монгольским языками, собирал уникальную библиотеку, с редкими печатными и рукописными книгами стран Востока, имел коллекцию буддийских реликвий, за которую парижский Лувр предлагал ему 3 млн франков. Старцев придерживался передовых взглядов и помогал издавать в Сибири журналы «Колокол» и «Полярная звезда», активно помогал русским путешественникам Г. Потанину, М. Венюкову и др.
В 1897—1899 годах Старцев построил во Владивостоке большой пятиэтажный дом с квартирами для себя и своих взрослых детей, конторскими и торговыми помещениями. 
В доме Старцева с марта по октябрь 1917 года располагался исполком первого владивостокского Совета рабочих и солдатских депутатов, а позже — долгие годы находился исполком владивостокского Совета депутатов трудящихся и Главдальводстрой.

## Архитектура
Здание выстроено в стиле деловой модерн. Фасады оштукатурены, межоконные простенки верхних этажей на главном фасаде облицованы светло-жёлтой глазурованной плиткой. Этажи расчленены горизонтальными тягами, первый этаж рустован, окна второго и четвёртого обрамлены тонким профильным сандриком, карниз увенчан парапетом с декоративной металлической решёткой. Парадный вход занимает центральное положение на фасаде и выделен раскреповкой стены и скульптурными барельефами. Решётки балконных ограждений имеют характерный для стиля модерн растениевидный рисунок.           